# Totem (Cirque du Soleil)
A Totem a Cirque du Soleil kanadai székhelyű cirkusztársulat kortárs cirkusz műfajú előadása, amely cirkuszsátorral turnézik. Bemutatója 2010. április 20-án volt Montréalban.

## Szereplők
A Totem társulatát 19 ország 52 artistája alkotja.
- A nyomozó
- A tudós
- Az indián táncos
- A kristály férfi
- Az első bohóc: a szomorú halász
- A második bohóc: az olasz turista
- Az üzletember

## Műsorszámok
A műsorban a következő artistaszámok láthatók:
- Párhuzamos korlát és gumiasztal
- Karika tánc 1. rész
- Gyűrű trió
- Bohóc szám
- Egykerekű
- Hajlékonyság
- Rúdszám – Escalade
- Diabolo
- Trapéz duó
- Zsonglőr (Greg Kennedy)
- Bohóc szám – motorcsónakos
- Karika tánc 2. rész
- Görkorcsolya akrobaták
- Orosz rúd (Aliaksei Buiniakou, Anatolij Baravikou, Mikalaj Liubezny, Nikita Moiseev, Tamir Erdenesaikhan, Alexander Moiseev, Zhan Iordanov)

### Cserélődő műsorszámok
- Cyr kerék

### Nincs műsoron
- Rúdegyensúlyozás
- Ördög botok
- Erőemelő szám
- Kézegyensúlyozás
- Lábzsonglőr (Crystal Ladies: Marina & Svetlana)

## Zene
Mivel a történet az emberiség fejlődéséről szól, a zeneszerzők (Guy Dubuc és Marc Lessard) célja az volt, hogy a műsor zenéje tükrözze ezt a témát. Különböző zenei stílusok jelennek meg az előadásban a világ minden tájáról, többek között az indián zene, a spanyol flamenco és az indiai zene. A műsort élőben játszó zenekar kíséri.
A Cirque du Soleil 2010. október 6-án kiadta a műsor hivatalos CD-jét, amin a következő dalok találhatók:
1. Omé Kayo (Nyitókép, Magasrúd, Karika tánc 1)
2. Cum Sancto Spiritu (Kézegyensúlyozó)
3. Indie-Hip (Gyűrű trió)
4. Koumaya (Egykerekű)
5. Crystal Pyramid (Lábzsonglőr)
6. Thunder (Rúdegyensúlyozás)
7. Toreador (Ördög botok)
8. Qué Viyéra (Trapéz duó)
9. Mr. Beaker (Zsonglőr)
10. Onta (Karika tánc 1, roller skates)
11. Kunda Tayé (Kézegyensúlyozás)
12. Fast Boat (Bohóc szám - motorcsónakos)
13. Terre-mère (Orosz rúd)
14. Omé Yo Kanoubé (Finálé)

## Turné
Jelmgyarázat
  EU   Európa
  ÉA   Észak-Amerika
  DA   Dél- és Közép-Amerika
  ÁC   Ázsia/Csendes-óceán
  ÓC   Óceánia
  AF   Afrika
- ÉA   Montréal, Kanada – 2010. április 22. és július 11. között
- ÉA   Québec, Kanada – 2010. július 22. és augusztus 29. között
- EU   Amszterdam, Hollandia – 2010. október 7. és december 22. között
- EU   London, Egyesült Királyság – 2011. január 5. és február 17. között[megj 1]
- ÉA   Charlotte, USA – 2011. március 3-tól 27-ig
- ÉA   Baltimore, USA – 2011. április 7-től május 1-ig
- ÉA   Pittsburgh, USA – 2011. május 12-től június 5-ig
- ÉA   Montréal, Kanada – 2011. június 15-től 31-ig
- ÉA   Toronto, Kanada – 2011. augusztus 10. és október 9. között
- ÉA   San Francisco USA – 2011. október 28-tól december 18-ig
- EU   London, Egyesült Királyság – 2012. január 5. és február 16. között[megj 1]
- ÉA   San José, USA – 2012. március 2. és április 15. között
- ÉA   San Diego, USA – 2012. április 25-től május 27-ig
- ÉA   Boston, USA – 2012. június 10-től augusztus 5-ig
- ÉA   Washington, USA – 2012. augusztus 15-től október 7-ig
- ÉA   Atlanta, USA – 2012. október 26-tól december 30-ig
- ÉA   Miami, USA – 2013. január 10. és február 24. között
- ÉA   New York, USA – 2013. március 14-től május 12-ig
- ÉA   Philadelphia, USA – 2013. május 30-tól június 30-ig
- ÉA   Ottawa, USA – 2013. július 11. és augusztus 4. között
- ÉA   Columbus, USA – 2013. augusztus 22-től szeptember 15-ig
- ÉA   Los Angeles, USA – 2013. október 11. és november 10. között
- ÉA   Irvine, USA – 2013. november 21-től december 29-ig
- ÉA   Santa Monica, USA – 2014. január 17. és március 16. között
- ÉA   Portland, USA – 2014. március 26-tól május 4-ig
- ÉA   Vancouver, Kanada – 2014. május 15-től július 6-ig
- ÓC   Auckland, Új-Zéland – 2014. augusztus 22. és szeptember 28. között
- ÓC   Sydney, Ausztrália – 2014. október 28. és 2015. január 11. között
- ÓC   Melbourne, Ausztrália – 2015. január 21. és március 29. között
- ÓC   Brisbane, Ausztrália – 2015. április 10. és május 24. között
- ÓC   Adelaide, Ausztrália – 2015. június 11-től 12-ig
- ÓC   Perth, Ausztrália – 2015. július 31. és szeptember 27. között
- ÁC   Szingapúr – 2015. október 28. és december 13. között
- ÁC   Tokió, Japán – 2016. február 3. és június 26. között
- ÁC   Oszaka, Japán – 2016. július 14. és október 23. között
- ÁC   Nagoja, Japán – 2016. november 10-től 2017. január 15-ig
- ÁC   Fukuoka, Japán – 2017. február 3. és március 19. között
- ÁC   Szendai, Japán – 2017. április 6. és május 21. között
- EU   Szocsi, Oroszország – 2017. július 1-jétől július 30-ig[megj 2]
- EU   Brüsszel, Belgium – 2017. augusztus 31-től október 29-ig
- EU   Madrid, Spanyolország – 2017. november 10-től 2018. január 14-ig
- EU   Sevilla, Spanyolország – 2018. január 25. és március 11. között
- EU   Barcelona, Spanyolország – 2018. március 23. és május 20. között
- EU   Málaga, Spanyolország –  2018. június 1-jétől július 1-ig
- EU   Alicante, Spanyolország – 2018. július 19-től augusztus 19-ig
- EU   Zürich, Svájc – 2018. szeptember 5. és október 14. között
- EU   Párizs, Franciaország – 2018. október 24. és december 30. között
- EU   London, Egyesült Királyság – 2019. január 11. és február 26. között[megj 1]
- EU   Bécs, Ausztria – 2019. március 9. és április 7. között

## Hang és kép
- A Totem című műsor hivatalos turné videója

## Fordítás
Ez a szócikk részben vagy egészben  a   Totem (Cirque du Soleil) című angol Wikipédia-szócikk fordításán alapul.  Az eredeti cikk szerkesztőit annak laptörténete sorolja fel. Ez a jelzés csupán a megfogalmazás eredetét és a szerzői jogokat jelzi, nem szolgál a cikkben szereplő információk forrásmegjelöléseként.